# Lino Ponzinibio
Lino Francesco Luigi Ponzinibio (Bussoleno, 1° ottobre 1902 – Torino, 1985) è stato un militare italiano, insignito della medaglia d'oro al valor militare alla memoria nel corso della seconda guerra mondiale.

## Biografia
Nacque a Bussoleno nel 1902, figlio del sottocapo stazione Luigi e Maria Maga. Compì gli studi primari e secondari a Novara, e poi si diplomò in ragioneria e commercio a Torino, e nell'agosto 1922 fu chiamato a prestare servizio militare di leva nel Regio Esercito. Dopo aver frequentato il corso per allievi ufficiali di complemento per la specialità alpini fu nominato sottotenente e prestò servizio presso il battaglione alpini "Borgo San Dalmazzo" del 2º Reggimento alpini fino al 1923. Congedatosi, dal 1924 fu amministratore di alcune aziende commerciali ed industriali, e nel 1935 fu assunto alla Banca Popolare di Novara assolvendo nel contempo importati incarichi di carattere politico. 
Nel novembre 1937, a domanda, fu richiamato in servizio attivo nella Milizia Volontaria Sicurezza Nazionale, partendo volontario per combattere nella guerra di Spagna con il grado di tenente, conseguito nel gennaio 1932. In Spagna, come centurione, assunse il comando della 1ª Compagnia, I Battaglione, 2º Reggimento della Brigata d'assalto "Frecce Nere". Fu decorato con due medaglie di bronzo al valor militare, una a Torrevilla (marzo 1938) e una a Valjunnquera (marzo 1938), e ritornò in Patria nel giugno 1938 per essere posto in congedo nel gennaio 1939 per inabilità dipendente da causa di guerra.
Promosso capitano nell'agosto 1940, in piena seconda guerra mondiale, nel marzo 1941 fu richiamato in servizio attivo a domanda. 
Assunto il comando della 10ª Compagnia del battaglione alpini "Mondovì" del 1º Reggimento alpini, partì per il fronte russo nell'agosto 1942, assegnato con il suo reggimento al Corpo d'armata alpino dell'ARMIR. Arrivato in Unione Sovietica il reggimento si posizionò sulla riva destra del Don, a nord del fiume Kalitwa.
Durante le fasi della ritirata, iniziata il 17 gennaio 1943, con il suo battaglione faceva parte della retroguardia della 4ª Divisione alpina "Cuneense".
Caduto il comandante del battaglione alpini "Mondovì" ne assunse il comando, rimanendo ferito nei combattimenti del 25 gennaio a Detchjanaja e del 28 gennaio a Valuikj dopo aver rifiutato la proposta di resa avanzata dal nemico. Trovato sul campo fu avviato alla prigionia, dalla quale ritornò in Italia nell'ottobre 1946. Collocato definitivamente in congedo ed iscritto al Ruolo d'Onore, ricominciò a lavorare presso la Banca Popolare di Novara. Per anzianità fu promosso maggiore per merito di guerra con decorrenza 28 gennaio 1943, tenente colonnello dall'11 gennaio 1952 e colonnello dal 30 dicembre 1960. Con Decreto del Presidente della Repubblica del 16 ottobre 1956 fu insignito della medaglia d'oro al valor militare a vivente. Proclamato presidente onorario dalla Sezione di Novara dell'Associazione Nazionale Alpini, si stabilì a Torino dove si spense nel 1985.

### Fonti
1. 1 2 3 4 5 6 7  Combattenti Liberazione.
2. 1 2   Atto di nascita di Lino Ponzinibio, su familysearch.org.
3. ↑  Gruppo Medaglie d'Oro al Valor Militare 1965, p. 724.
4. 1 2 3 4 5 6 7  Bianchi, Cattaneo 2011, p. 495.
5. 1 2 3  Bianchi, Cattaneo 2011, p. 496.
6. ↑  Medaglie d'oro al valor militare sul sito della Presidenza della Repubblica
7. ↑  Registrato alla Corte dei conti il 12 novembre 1956, Esercito registro 42, foglio 323.
8. ↑  Supplemento ordinario alla Gazzetta Ufficiale del regno d'Italia n.276 del 18 novembre 1937, pag.15.
9. ↑  Registrato alla Corte dei conti il 3 novembre 1956, registro 41, foglio 123.